# Cerasympiasta
Cerasympiasta là một chi bướm đêm thuộc họ Geometridae.